# المقبرة الرومانية (حوش ثعشة )
 المقبرة الرومانية هو معلم أثري تونسي مصنف من قبل المعهد الوطني للتراث يقع في ولاية القيروان في الوسط الغربي التونسي، تحديد في مدينة حوش ثعشة (تاشة) تم تصنيف المعلم في يوم 8 مايو 1895 .

## مقالات ذات صلة
- قائمة المعالم الأثرية المصنفة في تونس